# Aspicilia
Aspicilia A. Massal (dzbanusznik) – rodzaj grzybów z rodziny Megasporaceae. Ze względu na współżycie z glonami zaliczany jest do grupy porostów.

## Systematyka i nazewnictwo
Pozycja w klasyfikacji według Index Fungorum: Megasporaceae, Pertusariales, Ostropomycetidae, Lecanoromycetes, Pezizomycotina, Ascomycota, Fungi.
Synonimy nazwy naukowej: Agrestia J.W. Thomson, Athecaria Nyl., Chlorangium Link, Circinaria Link, Manzonia Garov., Paraplacodium Motyka, Sagedia Ach., Sphaerothallia Nees ex Eversm., Urceolaria Hook.
Polska nazwa według W. Fałtynowicza.
Gatunki występujące w Polsce:
- Aspicilia aquatica (Fr.) Körb. 1855 – dzbanusznik wodny
- Aspicilia caesiocinerea (Nyl. ex Malbr.) Arnold 1886 – dzbanusznik niebieskoszary
- Aspicilia calcarea (L.) Körb. 1859 – dzbanusznik wapieniowy
- Aspicilia cinerea (L.) Körb. 1855 – dzbanusznik popielaty
- Aspicilia contorta (Hoffm.) Körb. 1855 – dzbanusznik rozproszony
- Aspicilia coronata (A. Massal.) B. de Lesd. 1906[4] – dzbanusznik koronkowy
- Aspicilia faginea Eitner 1896[4] – dzbanusznik buczynowy
- Aspicilia farinosa (Flörke) Flagey 1888[4] – dzbanusznik otrębiasty
- Aspicilia goettweigensis (Zahlbr.) Hue 1910[4] – dzbanusznik przedziwny
- Aspicilia grisea Arnold 1891 – dzbanusznik szary
- Aspicilia intermutans (Nyl.) Arnold 1887 – dzbanusznik odmienny
- Aspicilia laevata (Ach.) Arnold 1887 – dzbanusznik gładki
- Aspicilia lutzoniana Rodr. Flakus, Szczepańska & Flakus 2023[5]
- Aspicilia melanaspis (Ach.) Poelt & Leuckert 1973 – tzw. łatownica potokowa, misecznica potokowa
- Aspicilia microlepis Körb. 1860[4] – dzbanusznik najmniejszy
- Aspicilia moenium (Vain.) G. Thor & Timdal 1992 – dzbanusznik łuseczkowaty
- Aspicilia obscurata (Fr.) Arnold 1869[4] – dzbanusznik ciemny
- Aspicilia pelobotryoides Eitner 1911[4] – dzbanusznik karkonoski
- Aspicilia radiosa (Hoffm.) Poelt & Leuckert 1973 – tzw. łatownica promienista, misecznica promienista
- Aspicilia recedens (Taylor) Arnold 1896 – dzbanusznik pulchny
- Aspicilia simoënsis Räsänen 1925 – dzbanusznik simoeński
- Aspicilia viridescens (A. Massal.) Hue 1912[4] – dzbanusznik zieleniejący

Nazwy naukowe na podstawie Index Fungorum. Nazwy polskie według W. Fałtynowicza.